# Gęsiareczka z Getyngi

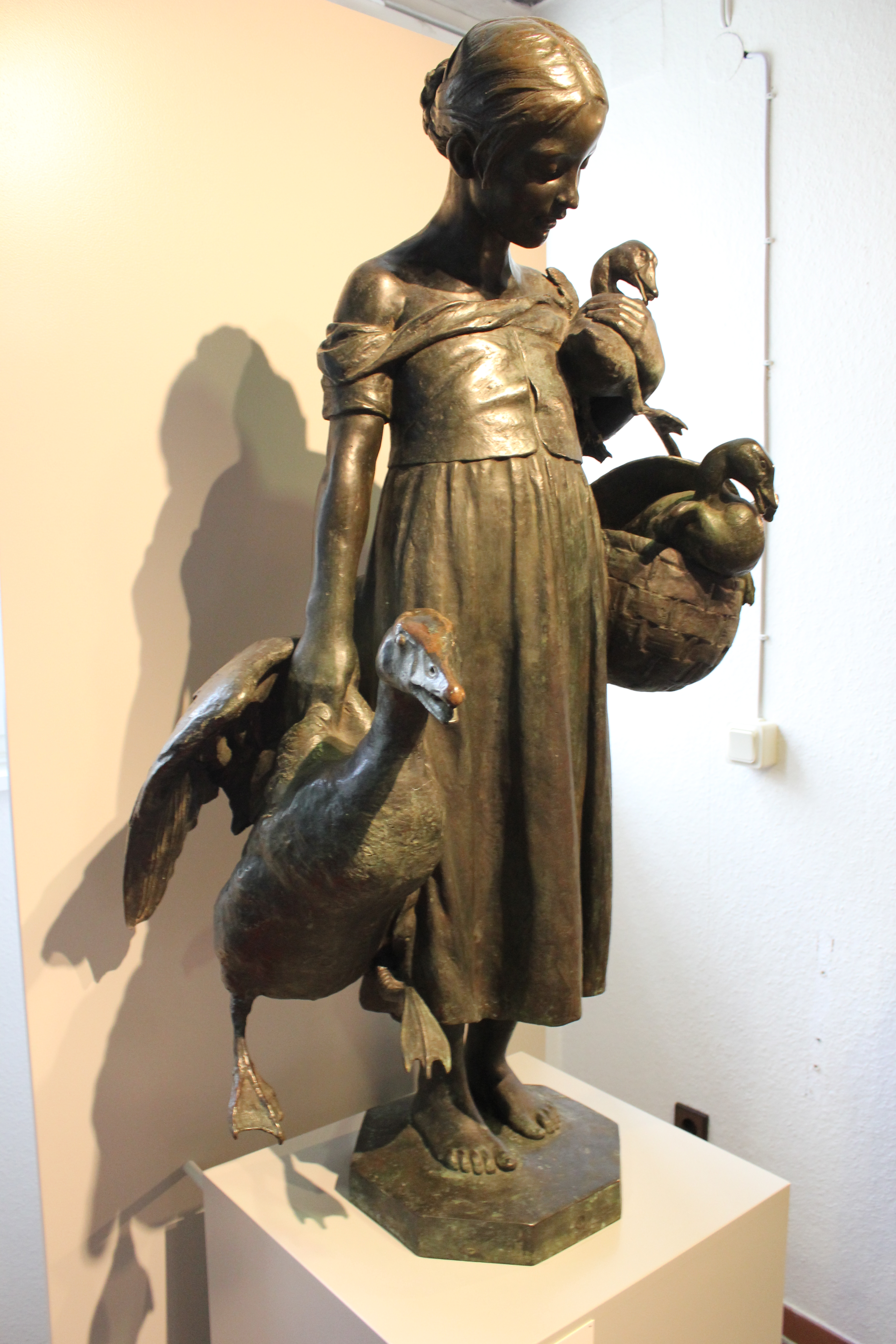
Gęsiareczka (Oryginał)

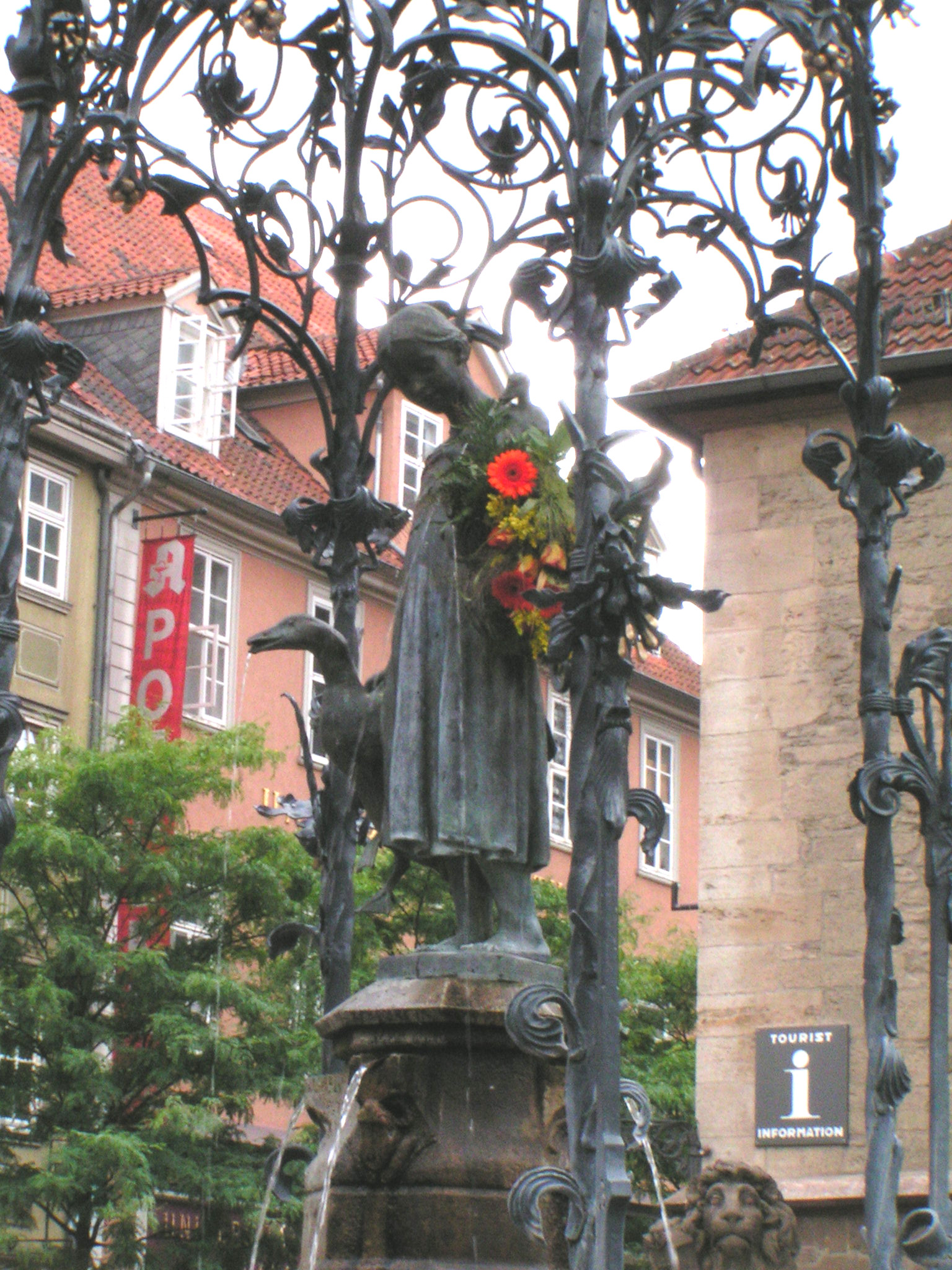
Gęsiareczka

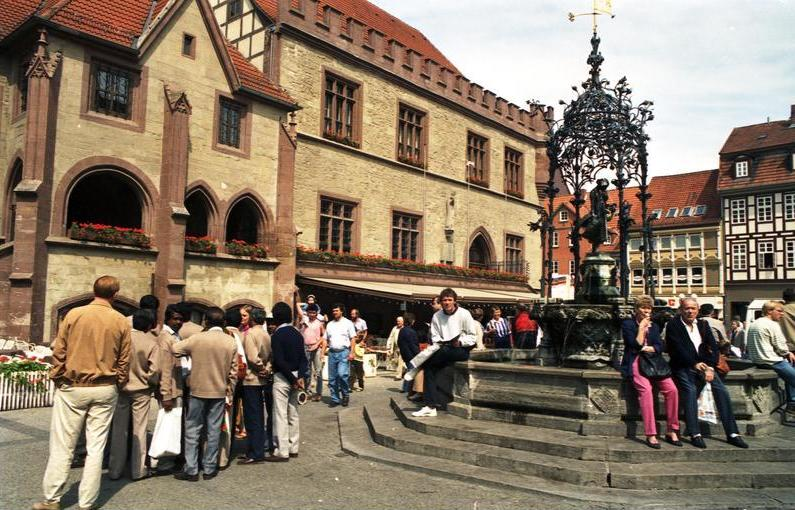
Gęsiareczka przed Starym Ratuszem

Gęsiareczka z Getyngi (niem. Göttinger Gänseliesel – dosł. Gęsiarka Elżunia z Getyngi) jest popularnym symbolem miasta Getyngi. 
Powstała w roku 1901 figurka niosącej dwie gęsi dziewczynki w stroju ludowym stoi pod ażurowym baldachimem ze splecionych gałązek na cokole, z którego spływają strumienie wody do basenu studni stojącej przed budynkiem Starego Ratusza.
Obecna figura stanowi kopię oryginału, przeniesionego w 1990 do muzeum miejskiego.
Figura z brązu jest dziełem rzeźbiarza Paula Nissego, studnię zbudowano według projektu architekta Heinricha Stöckhardta. 
Gęsiareczka wpisała się w tradycję studentów uniwersytetu w Getyndze. Po otrzymaniu indeksów studenci wdrapywali się na cokół, by ją ucałować. W roku 1926 władze miejskie zakazały tego zwyczaju. Za jego złamanie jeden ze studentów zapłacił nawet 10 marek kary. Ostatnio zwyczaj pocałunków przeszedł ze studentów na świeżo upieczonych doktorów, którzy po udanej obronie pracy doktorskiej wręczają figurce bukiet kwiatów.
Podobne figurki „Gęsiareczki” znajdują się także w innych miastach niemieckich: Monheim nad Renem, Hanowerze, Berlinie-Wilmersdorf i w saksońskim miasteczku Kreischa. Pomnik "Gęsiarki" znajduje się również w Barlinku.